# 建部綾足

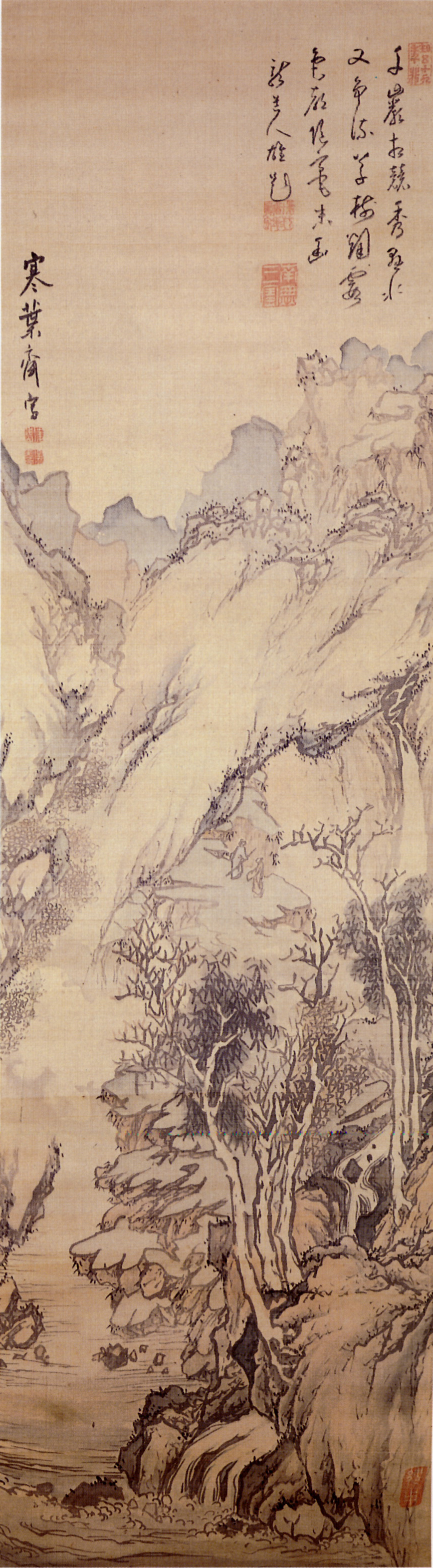
山水図　金龍道人賛　絹本墨画淡彩　明和7年(1770)

建部 綾足（たけべ あやたり、1719年（享保4年） -  1774年4月28日（安永3年3月18日））は、江戸時代中期の俳人、小説家、国学者、絵師。片歌を好み、その復興に努めた。別号に、葛鼠・都因・凉袋・吸露庵・寒葉齋・孟喬・毛倫・建長江・建凌岱。

## 生涯
1719年（享保4年）、陸奥国弘前藩家老喜多村政方と玉江（大道寺友山の娘）との次男として、江戸に生まれ、弘前で育った。幼名は金吾、元服名は久域（ひさむら）。父方の祖母は山鹿素行の娘、母方の祖父は大道寺友山である。また、建部氏は吉良義央の遠縁にあたる。
1729年（享保14年）11歳、父政方没。少年期の彼は文武に励み、槍術に優れたが、1738年（元文3年）20歳、兄久通嫁そねとの情事のため、弘前の家から追われた。翌々年、彼女は死んだ。出家して僧『円宗』となったが、9年後、還俗した。
俳諧を志し、各地を転々としながら、その道で名を成した。師は、まず蕉門の志太野坡、ついで、伊勢派の彭城百川、和田希因、中森梅路らであった。俳号は、はじめ葛鼠（かっそ）、のちに、都因・涼袋・涼帒などを用いた。
1742年（享保2年）から3年間、武蔵国埼玉郡小林村に滞在。同地の文人墨客と交わる。1747年（延享4年）29歳、江戸浅草に吸露庵を構え、俳号を都因から凉袋に改めて立机した。1749年（寛延2年）門人らの援助を得て上方へおもむき、翌年長崎に寄寓して約半年、熊代熊斐と石崎元徳に、南蘋派の画法を学んだ。1751年）（宝暦元年）、大阪に留まり画業で暮らし、翌年江戸へ帰った。
1753年（宝暦3年）35歳、母の勧めで、中津藩主奥平昌敦に仕え、翌年、藩命により、ふたたび長崎で約1年半、費漢源に山水画、李用雲に墨竹図を学んだ。目を患ったためか南蘋風の濃密精緻な彩色花鳥画より淡雅な筆致を好むようになる。画家としての号は、孟喬（うきょう）・毛倫・建綾岱・建長江・寒葉斎などであった。
1757年（宝暦7年）39歳、遊女の紫苑（号、伎都）と結婚した。翌年中津藩を辞した。
1762年（宝暦12年）44歳、『寒葉斎画譜』を刊行。
1763年（宝暦13年）45歳、片歌を提唱し、「綾足」の号を用いた。賀茂真淵に入門した。1766年（明和3年）、歌道の冷泉家に入門した。1768年（明和5年）、初めての小説『西山物語』を上梓した。
実話が題材だが、のちに上田秋成から内容を批判されている。
京都に住み、片歌と国学とを講義した。この頃から浅草出身の僧侶金龍道人と交友を深める。
1770年（明和7年）52歳、片歌の祖と考えたヤマトタケルの能褒野陵前に、片歌碑を建てた。花山院常雅から『片歌道守』の称号を得た。京都で万葉集や古今集を講義した。
1773年（安永2年）55歳、旅行中に病み、翌1774年（安永3年）、江戸の仮寓に没し、向島弘福寺に葬られた。戒名は「知足院即心是空居士」。墓碑は現存しない。
1776年（安永5年）、母玉江、没。

## 主な著作
- 1744年：『秩父縁起円通伝』
- 1745年：『伊香保山日記』、『秩父案内記』、『桃の鳥』、『杖の先』
- 1746年：『萩の薫り』
- 1747年：『花先達』（彭城百川と共著）、『伊勢続新百因』、『俳諧琵琶の雨』
- 1748年：『いせのはなし』、『枯野問答』、『希因涼袋百韻集』（共著）、『南北新話』（俳諧）、『続三匹猿』
- 1751年：『芭蕉翁頭陀物語』
- 1752年：『恋百韻』
- 1753年：『太山樒』（みやましきみ）（門人麦龍舎雲郎編）
- 1754年：『つぎほの梅』（独吟集）（門人編）
- 1757年：『俳諧川柳』、『山居の春』、『俳仙窟』（青梅紀行）、『角合』（鈴木秋瓜との両吟）
- 1758年：『田家の春』（歳旦帳）、『華盗人』（門人麦龍舎雲郎編）『桃八仙』、『あやにしき』、『南北新話後編』（俳諧）
- 1759年：『旅の春』（春興帖）、『黒うるり』（俳諧）、『続百恋集』、『新涼夜話』（俳諧）
- 1760年：『絵の山陰』、『於起の風』、『寒葉斎画譜』、『佐原日記』（門人青藍編）
- 1761年：『はしの名』（歳旦帖）、『俳諧連理香初帖』、『その日がへり』
- 1762年：『春興幾桜木』
- 1763年：『俳諧 香爐峰』、『片歌草のはり道』、『古今俳諧明題集 （春）』、『片歌道のはじめ』、『片歌二夜問答』、『かたうた 多豆のあし』
- 1764年：『片歌あさふすま』、『古今俳諧明題集 （夏秋冬雑）』、『寒葉斎画譜』、『褒貶片歌』
- 1765年：『春興かすみをとこ』、『片歌東風俗』、『百夜問答』、『片歌磯の玉藻』、『歌文要語』、『歌文要語』
- 1766年：『春興帖』、『はし書ぶり』
- 1767年：『片歌旧誼集』、『片歌百夜問答二篇』
- 1768年：『西山物語』（小説）
- 1769年：『旧本伊勢物語』、『伊勢物語考異』、『奉納伊勢国能褒野日本武尊神陵請華篇』
- 1770年：『とはじぐさ』
- 1771年：『李用雲竹譜』、『女誡 ひとへ衣』、『いはほぐさ』
- 1772年：『わすれ草』（随筆）、『孟喬和漢雑画』
- 1773年：『続篇はしがきぶり』、『本朝水滸伝』（水滸伝による小説）前篇、『詞草小苑』

没後
- 1775年：『建氏画苑』
- 1779年：『漢画指南』
- 1789年：『紀行三千里』
- 1794年：『すずみ草』
- 1798年：『漫遊記』

## 主な絵画作品
| 作品名       | 技法         | 形状・員数     | 寸法（縦x横cm） | 所有者                           | 年代 | 落款・印章 | 備考 |
| ------------ | ------------ | -------------- | --------------- | -------------------------------- | ---- | ---------- | ---- |
| 海錯図屏風   | 紙本墨画淡彩 | 六曲一双押絵貼 |                 | 青森県立図書館                   |      |            |      |
| 魚図         |              | 1幅            |                 | 弘前市立博物館                   |      |            |      |
| 遊漁図       |              | 1幅            |                 | 群馬県立近代美術館               |      |            |      |
| 梅に叭々鳥図 | 絹本墨画淡彩 | 1幅            | 128.1x63.1      | 愛知県美術館木村定三コレクション |      |            |      |

## 近年の全集
- 建部綾足全集：建部綾足著作刊行会編、国書刊行会
  - 第1巻（俳諧1）（1986）ISBN 978-4-336-02325-4、
  - 第2巻（俳諧2）（1986）ISBN 978-4-336-02326-1、
  - 第3巻（俳諧3）（1986）ISBN 978-4-336-02327-8、
  - 第4巻（物語）（1986）ISBN 978-4-336-02328-5、
  - 第5巻（紀行、歌集）（1987）ISBN 978-4-336-02329-2、
  - 第6巻（文集）（1987）ISBN 978-4-336-02330-8、
  - 第7巻（国学）（1988）ISBN 978-4-336-02331-5、
  - 第8巻（画譜）（1987）ISBN 978-4-336-02332-2、
  - 第9巻（書簡、補遺）（1990）ISBN 978-4-336-02333-9